# Helgaud de Montreuil
Helgaud (IX secolo – 926) fu conte di Montreuil, conte di Ponthieu e abate laico di Saint-Riquier.

## Origine
Di Helgaud non si conoscono gli ascendenti.

## Biografia
Di Helgaud si hanno scarse notizie.
Il "Chronicon centulense", ou Chronique de l'abbaye de Saint-Riquier, cita Helgaud come abate laico di Saint-Riquier, successore di Rodolfo di Sens, nella cura delle anime; nello stesso capitolo conferma che era già conte (di Montreuil); molto probabilmente Helgaud succedette al figlio di Rodolfo, Guelfo († 881), che fu abate laico dell'abbazia di Saint-Riquier, come ci conferma sempre il "Chronicon centulense", ou Chronique de l'abbaye de Saint-Riquier.
Anche i Flodoardi Annales citano Helgaud, quando Ugo il Grande, figlio del re di Francia, Roberto I, nel 925, fece un accordo coi Normanni, lasciò alcune zone prive di protezione, tra cui quelle di Helgaud (terra filiorum Balduini, Rodulfi quoque de Gangeio atque Hilgaudi); infattitti, come ci confermano ancora i Flodoardi Annales, Helgaud perse la vita l'anno dopo, combattendo assieme al re di Francia, Rodolfo, Duca di Borgogna (rex ibi vulneratus et Hilgaudus comes interemptus est).

## Matrimonio e discendenza
Sempre il "Chronicon centulense", ou Chronique de l'abbaye de Saint-Riquier ci conferma che Helgaud, prima di farsi monaco era stato sposato con una donna di cui non si conoscono né il nome né gli ascendenti.
Helgaud dalla moglie aveva avuto tre figli:
- Herluin († 945), conte di Montreuil, conte di Ponthieu[1]
- Erardo, fratello di Herluin (Ebrardum fratrem Erluini)[6]
- Lamberto († dopo il 945),  citato dal monaco cristiano e scrittore, normanno, Guglielmo di Jumièges, nel suo Historiae Normannorum scriptores antiqui, quando, nel 945, (Lambertus frater eius) si lanciò nella battaglia contro i Danesi, per vendicare la morte del fratello Herluin[7].

### Fonti primarie
- (LA)  Monumenta Germanica Historica, tomus III.
- (LA)  Historiae Normannorum scriptores antiqui.
- (FR)  "Chronicon centulense", ou Chronique de l'abbaye de Saint-Riquier.